# Inomhusvärldsmästerskapen i friidrott 2010
De fjortonde världsmästerskapen i friidrott inomhus arrangerades i mars 2010 i Doha i Qatar.
Två städer hade anmält sitt intresse för att få arrangera inomhus VM och vid IAAFs möte i Monte Carlo den 24 november 2007 valde IAAF att låta Doha som tidigare arrangerat 2006 års asiatiska spel få stå värd för det fjortonde inomhusvärldsmästerskapet. Motkandidaten Istanbul fick istället uppdraget att stå som värd för det femtonde inomhusvärldsmästerskapet 2012.

## Resultat

### Damer
| Gren      | Guld                                                      | Guld                                                      | Silver                                                             | Silver                                                             | Brons                                                                      | Brons                                                                      |
| 60 m      | Veronica Campbell-Brown                                   | Jamaica                                                   | LaVerne Jones-Ferrette                                             | Amerikanska Jungfruöarna                                           | Carmelita Jeter                                                            | USA                                                                        |
| 60 m      | 7,00 (personligt rekord)                                  | 7,00 (personligt rekord)                                  | 7,03                                                               | 7,03                                                               | 7,05                                                                       | 7,05                                                                       |
| 400 m     | Debbie Dunn                                               | USA                                                       | Tatiana Firova                                                     | Ryssland                                                           | Vanja Stambolova                                                           | Bulgarien                                                                  |
| 400 m     | 51,04                                                     | 51,04                                                     | 51,13 (personligt rekord)                                          | 51,13 (personligt rekord)                                          | 51,50 (årsbästa)                                                           | 51,50 (årsbästa)                                                           |
| 800 m     | Marija Savinova                                           | Ryssland                                                  | Jennifer Meadows                                                   | Storbritannien                                                     | Alysia Johnson                                                             | USA                                                                        |
| 800 m     | 1.58,26 (världsårsbästa)                                  | 1.58,26 (världsårsbästa)                                  | 1.58,43 (brittiskt rekord)                                         | 1.58,43 (brittiskt rekord)                                         | 1.59,60 (personligt rekord)                                                | 1.59,60 (personligt rekord)                                                |
| 1 500 m   | Kalkidan Gezahegne                                        | Etiopien                                                  | Natalia Rodríguez                                                  | Spanien                                                            | Gelete Burka                                                               | Etiopien                                                                   |
| 1 500 m   | 4.08,14                                                   | 4.08,14                                                   | 4.08,30                                                            | 4.08,30                                                            | 4.08,39                                                                    | 4.08,39                                                                    |
| 3 000 m   | Meseret Defar                                             | Etiopien                                                  | Vivian Cheruiyot                                                   | Kenya                                                              | Sentayehu Ejigu                                                            | Etiopien                                                                   |
| 3 000 m   | 8.51,17                                                   | 8.51,17                                                   | 8.51,85                                                            | 8.51,85                                                            | 8.52,08                                                                    | 8.52,08                                                                    |
| 60 m häck | LoLo Jones                                                | USA                                                       | Perdita Felicien                                                   | Kanada                                                             | Priscilla Lopes-Schliep                                                    | Kanada                                                                     |
| 60 m häck | 7,72 (mästerskapsrekord, nordamerikanskt rekord)          | 7,72 (mästerskapsrekord, nordamerikanskt rekord)          | 7,86 (årsbästa)                                                    | 7,86 (årsbästa)                                                    | 7,87                                                                       | 7,87                                                                       |
| Femkamp   | Jessica Ennis                                             | Storbritannien                                            | Natalja Dobrynska                                                  | Ukraina                                                            | Tatjana Tjernova                                                           | Ryssland                                                                   |
| Femkamp   | 4 937 p (mästerskapsrekord)                               | 4 937 p (mästerskapsrekord)                               | 4 851 p                                                            | 4 851 p                                                            | 4 762 p                                                                    | 4 762 p                                                                    |
| Längdhopp | Brittney Reese                                            | USA                                                       | Naide Gomes                                                        | Portugal                                                           | Keila Costa                                                                | Brasilien                                                                  |
| Längdhopp | 6,70                                                      | 6,70                                                      | 6,67                                                               | 6,67                                                               | 6,63 (årsbästa)                                                            | 6,63 (årsbästa)                                                            |
| Tresteg   | Olga Rypakova                                             | Kazakstan                                                 | Yargelis Savigne                                                   | Kuba                                                               | Anna Pjatych                                                               | Ryssland                                                                   |
| Tresteg   | 15,14 (världsårsbästa, asiatiskt rekord)                  | 15,14 (världsårsbästa, asiatiskt rekord)                  | 14,86 (årsbästa)                                                   | 14,86 (årsbästa)                                                   | 14,64 (årsbästa)                                                           | 14,64 (årsbästa)                                                           |
| Höjdhopp  | Blanka Vlašić                                             | Kroatien                                                  | Ruth Beitia                                                        | Spanien                                                            | Chaunte Howard                                                             | USA                                                                        |
| Höjdhopp  | 2,00                                                      | 2,00                                                      | 1,98                                                               | 1,98                                                               | 1,98 (årsbästa)                                                            | 1,98 (årsbästa)                                                            |
| Stavhopp  | Fabiana Murer                                             | Brasilien                                                 | Svetlana Feofanova                                                 | Ryssland                                                           | Anna Rogowska                                                              | Polen                                                                      |
| Stavhopp  | 4,80                                                      | 4,80                                                      | 4,80 (årsbästa)                                                    | 4,80 (årsbästa)                                                    | 4,70                                                                       | 4,70                                                                       |
| Kula      | Nadzeya Ostaptjuk                                         | Belarus                                                   | Valerie Vili                                                       | Nya Zeeland                                                        | Natalia Michnevitj                                                         | Belarus                                                                    |
| Kula      | 20,85 (mästerskapsrekord)                                 | 20,85 (mästerskapsrekord)                                 | 20,49 (oceaniskt rekord)                                           | 20,49 (oceaniskt rekord)                                           | 20,42 (årsbästa)                                                           | 20,42 (årsbästa)                                                           |
| 4 x 400 m | USA                                                       | USA                                                       | Ryssland                                                           | Ryssland                                                           | Jamaica                                                                    | Jamaica                                                                    |
| 4 x 400 m | Debbie Dunn DeeDee Trotter Natasha Hastings Allyson Felix | Debbie Dunn DeeDee Trotter Natasha Hastings Allyson Felix | Svetlana Pospelova Natalia Nazarova Kseniya Vdovina Tatiana Firova | Svetlana Pospelova Natalia Nazarova Kseniya Vdovina Tatiana Firova | Bobby-Gaye Wilkins Clora Williams Davita Prendagast Novlene Williams-Mills | Bobby-Gaye Wilkins Clora Williams Davita Prendagast Novlene Williams-Mills |
| 4 x 400 m | 3.27,34 (världsårsbästa)                                  | 3.27,34 (världsårsbästa)                                  | 3.27,44 (årsbästa)                                                 | 3.27,44 (årsbästa)                                                 | 3.28,49 (jamaicanskt rekord)                                               | 3.28,49 (jamaicanskt rekord)                                               |

### Herrar
| Gren      | Guld                                                     | Guld                                                     | Silver                                                            | Silver                                                            | Brons                                                        | Brons                                                        |
| 60 meter  | Dwain Chambers                                           | Storbritannien                                           | Michael Rodgers                                                   | USA                                                               | Daniel Bailey                                                | Antigua och Barbuda                                          |
| 60 meter  | 6,48 (världsårsbästa)                                    | 6,48 (världsårsbästa)                                    | 6,53                                                              | 6,53                                                              | 6,57                                                         | 6,57                                                         |
| 400 m     | Christopher Brown                                        | Bahamas                                                  | William Collazo                                                   | Kuba                                                              | Jamaal Torrance                                              | USA                                                          |
| 400 m     | 45,96 (årsbästa)                                         | 45,96 (årsbästa)                                         | 46,31 (personligt rekord)                                         | 46,31 (personligt rekord)                                         | 46,43                                                        | 46,43                                                        |
| 800 m     | Abubaker Kaki Khamis                                     | Sudan                                                    | Boaz Kiplagat Lalang                                              | Kenya                                                             | Adam Kszczot                                                 | Polen                                                        |
| 800 m     | 1.46,23 (årsbästa)                                       | 1.46,23 (årsbästa)                                       | 1.46,39                                                           | 1.46,39                                                           | 1.46,69                                                      | 1.46,69                                                      |
| 1 500 m   | Deresse Mekonnen                                         | Etiopien                                                 | Abdalaati Iguider                                                 | Marocko                                                           | Haron Keitany                                                | Kenya                                                        |
| 1 500 m   | 3.41,86                                                  | 3.41,86                                                  | 3.41,96                                                           | 3.41,96                                                           | 3.42,32                                                      | 3.42,32                                                      |
| 3 000 m   | Bernard Lagat                                            | USA                                                      | Sergio Sánchez                                                    | Spanien                                                           | Sammy Alex Mutahi                                            | Kenya                                                        |
| 3 000 m   | 7.37,97 (årsbästa)                                       | 7.37,97 (årsbästa)                                       | 7.39,55                                                           | 7.39,55                                                           | 7.39,90                                                      | 7.39,90                                                      |
| 60 m häck | Dayron Robles                                            | Kuba                                                     | Terrence Trammell                                                 | USA                                                               | David Oliver                                                 | USA                                                          |
| 60 m häck | 7,34 (mästerskapsrekord)                                 | 7,34 (mästerskapsrekord)                                 | 7,36 (amerikanskt rekord)                                         | 7,36 (amerikanskt rekord)                                         | 7,44 (personligt rekord)                                     | 7,44 (personligt rekord)                                     |
| Sjukamp   | Bryan Clay                                               | USA                                                      | Trey Hardee                                                       | USA                                                               | Aleksej Drozdov                                              | Ryssland                                                     |
| Sjukamp   | 6 204 p                                                  | 6 204 p                                                  | 6 184 p                                                           | 6 184 p                                                           | 6 141 p                                                      | 6 141 p                                                      |
| Längdhopp | Fabrice Lapierre                                         | Australien                                               | Godfrey Khotso Mokoena                                            | Sydafrika                                                         | Mitchell Watt                                                | Australien                                                   |
| Längdhopp | 8,17                                                     | 8,17                                                     | 8,08 (årsbästa)                                                   | 8,08 (årsbästa)                                                   | 8,05                                                         | 8,05                                                         |
| Tresteg   | Teddy Tamgho                                             | Frankrike                                                | Yoandri Betanzos                                                  | Kuba                                                              | Arnie David Girat                                            | Kuba                                                         |
| Tresteg   | 17,90 (världsrekord)                                     | 17,90 (världsrekord)                                     | 17,69 (personligt rekord)                                         | 17,69 (personligt rekord)                                         | 17,36 (årsbästa)                                             | 17,36 (årsbästa)                                             |
| Höjdhopp  | Ivan Uchov                                               | Ryssland                                                 | Jaroslav Rybakov                                                  | Ryssland                                                          | Dusty Jonas                                                  | USA                                                          |
| Höjdhopp  | 2,36                                                     | 2,36                                                     | 2,31                                                              | 2,31                                                              | 2,31                                                         | 2,31                                                         |
| Stavhopp  | Steven Hooker                                            | Australien                                               | Malte Mohr                                                        | Tyskland                                                          | Alexander Straub                                             | Tyskland                                                     |
| Stavhopp  | 6,01 (mästerskapsrekord)                                 | 6,01 (mästerskapsrekord)                                 | 5,70                                                              | 5,70                                                              | 5,65                                                         | 5,65                                                         |
| Kula      | Christian Cantwell                                       | USA                                                      | Andrej Michnevitj                                                 | Belarus                                                           | Ralf Bartels                                                 | Tyskland                                                     |
| Kula      | 21,83                                                    | 21,83                                                    | 21,68                                                             | 21,68                                                             | 21,44 (personligt rekord)                                    | 21,44 (personligt rekord)                                    |
| 4 x 400 m | USA                                                      | USA                                                      | Belgien                                                           | Belgien                                                           | Storbritannien                                               | Storbritannien                                               |
| 4 x 400 m | Jamaal Torrance Greg Nixon Tavaris Tate Bershawn Jackson | Jamaal Torrance Greg Nixon Tavaris Tate Bershawn Jackson | Cédric Van Branteghem Kévin Borlée Antoine Gillet Jonathan Borlée | Cédric Van Branteghem Kévin Borlée Antoine Gillet Jonathan Borlée | Conrad Williams Nigel Levine Christopher Clarke Richard Buck | Conrad Williams Nigel Levine Christopher Clarke Richard Buck |
| 4 x 400 m | 3.03,40 (världsårsbästa)                                 | 3.03,40 (världsårsbästa)                                 | 3.06,94                                                           | 3.06,94                                                           | 3.07,52 (årsbästa)                                           | 3.07,52 (årsbästa)                                           |